# Abrerrelojes
Un abrerrelojes (en inglés watch opener) es una herramienta manual cuyo uso principal es la operación de apertura y apriete de las tapas estancas de los relojes. Los abrerrelojes son herramientas imprescindibles para la operación de cambio de pilas en la reparación de relojes.
Son comunes en los equipos para relojeros, tanto para el bricolaje casero como en la industria relojera en sí. El modelo provisto de tres brazos de esta especie de tenazas metálicas también se puede utilizar para otras funciones, como sujetar pequeños elementos, etcétera. 